# Redefinició de «planeta» de 2006

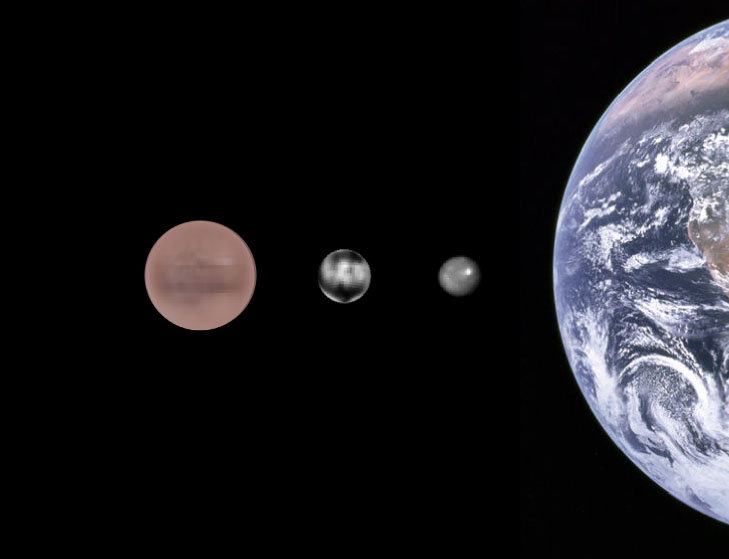
L'esborrany de proposta de la UAI hagués afegit immediatament 3 planetes, mostrats aquí en comparació amb la Terra. D'esquerra a dreta, Eris, Caront, Ceres i la Terra.

El 2006, la Unió Astronòmica Internacional va proposar que el terme «planeta» es redefineix per aclarir l'estatus planetari de Plutó i incloure en el grup de planetes del sistema solar altres objectes a part dels nou tradicionals. La proposta s'anomena Resolutions 5A, 5B, 6A and 6B for GA-XXVI; els membres de la UAI van votar la proposta el 24 d'agost de 2006 a Praga.
En la seva forma original, la redefinició hauria tingut com a conseqüència directa la classificació d'altres tres cossos com planetes. Aquests serien Ceres (tradicionalment considerat com el més gros dels asteroides però considerat com a planeta en l'època del seu descobriment, 1801), Caront (anteriorment considerada com un satèl·lit natural de Plutó, i que ara serien considerats conjuntament com un planeta doble amb la definició proposada), i el recentment descobert Eris (sobrenomenat Xena pel seu descobridor, en honor del personatge de ficció del mateix nom). Altres 12 cossos podrien classificar-se també com planetes, incloent alguns dels asteroides i objectes transneptunians majors. No obstant això, l'abundància d'objectes similars a Plutó en els límits del sistema solar podria produir una llista major d'objectes que compleixin amb aquesta definició a mesura que es vagin descobrint i discutint.
El 22 d'agost, la redefinició original (que reconeixia 12 planetes, incloent Plutó) va rebre dures crítiques en dues trobades obertes de la UAI. Jay Pasachoff, del Williams College, que va assistir a dos trobades, va dir: "Crec que el dia d'avui pot recordar com el dia que vam perdre a Plutó".

## 16 d'agost

### Esborrany de proposta

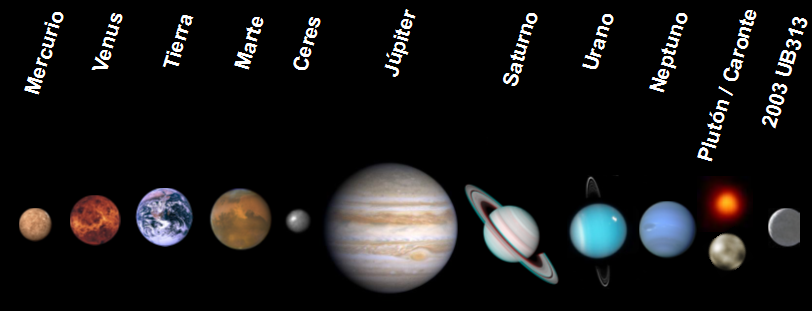
Diagrama que mostra els 12 planetes del sistema solar, segons l'esborrany de la proposta finalment rebutjat.

La UAI va publicar la seva proposta original de definició a l'agost. Aquesta definició recolzava en certa manera la segona de les tres opcions considerades per un comitè de la UAI el 2005. La seva formulació exacta era la següent:
| « | Un planeta és un cos celeste que (a) té prou massa (5×1020 kg; diàmetre > 800 km), perquè la seva pròpia gravetat superi les forces de cos rígid de manera que adquireixi una forma en equilibri hidroestàtic (pràcticament esfèrica), i (b) està en òrbita al voltant d'una estrella, sense ser una estrella, ni el satèl·lit d'un planeta. | » |

Aquesta proposta de la UAI requeria que s'incloguessin immediatament tres nous cossos celestes:
- Ceres (considerat en primer lloc un planeta, després un asteroide)
- Caront (el satèl·lit de Plutó, el sistema seria considerat un planeta doble)
- Eris, un cos que ha estat descobert recentment en la part exterior del sistema solar

Una altra dotzena d'objectes eren possibles candidats a unir-se a la llista, mancant refinar el coneixement disponible sobre les seves propietats físiques. Alguns objectes de la segona llista tenien més probabilitat d'acabar sent "planetes" que altres. Malgrat el que s'havia afirmat en alguns mitjans, aquesta proposta no limitava automàticament al sistema solar a 12 planetes. Mike Brown, el descobridor de Sedna i Eris (2003 UB313), va afirmar que almenys 53 objectes coneguts del sistema solar complirien probablement amb aquesta definició, i que una recerca completa revelaria probablement més de 200.

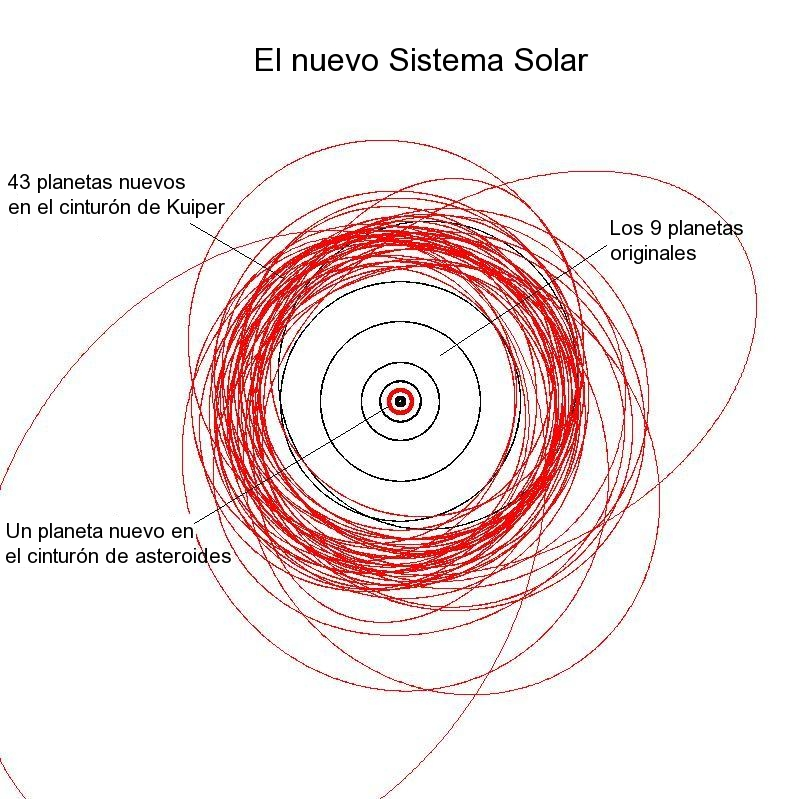
Com va poder haver quedat el sistema solar si se li hagués concedit estatus de planeta a tots els planetes potencials que s'estan observant en l'actualitat, segons Mike Brown.

Un parell d'objectes s'haurien considerat planeta doble si satisfeien independentment la definició de planeta, i el centre de gravetat comuna del sistema (conegut com a baricentre) estigués situat fora de dos cossos. Segons aquesta definició, Plutó i Caront haurien estat l'únic planeta doble conegut en el sistema solar, ja que encara que existien altres satèl·lits planetaris (com la Lluna de la Terra) aconseguint l'equilibri hidroestàtic, no s'haurien definit com a planeta doble, ja que el seu baricentre comú està situat dins del cos celeste més massiu (la Terra).
El terme "planeta menor" s'hauria abandonat, reemplaçant-ho per les categories "Cos Petit del sistema solar" i una nova classificació, " plutons". La primera hauria definit als cossos per sota del llindar d'esfericitat. L'última hauria definit als planetes amb òrbites molt inclinades, alta excentricitat, i un període orbital de més de 200 anys, és a dir, els cossos que orbiten més enllà de Neptú. Plutó seria el "plutó" {{# tag: ref | Aquesta discussió sobre nomenclatures es va produir en idioma anglès, on el planeta (ara planeta nan) Plutó rep el nom de " Pluto", sent doncs diferent de " Plutó". Aquesta distinció no existeix en idioma espanyol, i mai es va resoldre ja que la proposta d'anomenar " plutons" a aquesta categoria de cossos celestes mai va prosperar. En el seu lloc se'ls va denominar "plutoides", nomenclatura que s'ha incorporat també a la llengua espanyola. | Group = punts}} arquetípic. El terme "planeta nan", que s'hauria pogut fer servir per descriure a tots els planetes més petits que els vuit " planetes clàssics" en òrbita al voltant del Sol, no és una classificació oficial de la UAI. La UAI no va recomanar aquest esborrany que separa un planeta d'una nana marró. La decisió final sobre si s'acceptava aquest esborrany es preveia per al 24 d'agost de 2006.
Aquesta redefinició del terme «planeta» també podria haver produït canvis en la classificació dels objectes transneptunians 2003 EL61, Makemake, Sedna, Orc, Quaoar, Varuna, 2002 TX 300, Ixió, Aya, i els asteroides Vesta, Pales i Higiea. (futurament i/o possiblement (3) Juno)
El 18 d'agost, la Divisió de Ciències Planetàries de la Societat Astronòmica Americana, la major societat professional internacional de científics planetaris, va recolzar l'esborrany de proposta.
D'acord amb la UAI, el factor de rodonesa suposaria el requisit d'una massa d'almenys 5 x 10  20  kg, o un diàmetre d'almenys 800 km. No obstant això, Mike Brown afirma que aquests números només són correctes per a cossos rocosos com els asteroides, i que els cossos gelats com els objectes del Cinturó de Kuiper assoleixen l'equilibri hidroestàtic a grandàries molt inferiors, probablement algun punt entre 200 km i 400 km de diàmetre.

### Avantatges
La definició proposada va trobar suport entre molts astrònoms, ja que es valia de la presència d'un factor qualitatiu (la rodonesa de l'objecte) com a característica definitòria d'un planeta. La majoria de les definicions potencials restants depenien d'una quantitat límit (per exemple, una mida mínim o un inclinació orbital màxima) que s'establiria perquè s'adaptés al nostre sistema solar. Segons els membres del comitè de la UAI, aquesta definició no utilitzaria límits artificials, sinó que la "naturalesa" decidiria si un objecte és o no un planeta.
També tenia l'avantatge de considerar una qualitat observable. Amb altres criteris suggerits que tinguessin a veure amb la naturalesa de la formació seria més probable que s'acceptessin planetes i més tard s'haguessin de desclassificar en millorar el coneixement científic sobre les seves característiques.
A més, la definició mantenia a Plutó com un planeta. L'estatus planetari de Plutó estava i està arrelat en molta gent, i els astrònoms professionals podrien guanyar-se l'antipatia del públic, després de l'enrenou que es va produir l'última vegada que els mitjans van plantejar la possibilitat d'una publicació anunciant la seva desclassificació com a planeta.

### Crítiques
Hi va haver algunes crítiques a la redefinició proposta al · ludint a una suposada ambigüitat. L'astrònom Phil Plait i l'escriptor del NCSE Nick Matzke escriure per què pensaven que aquesta redefinició no era una bona idea. La redefinició definia que un planeta orbita al voltant d'una estrella. Això significava que qualsevol planeta que fos ejectat del seu sistema estel·lar o s'hagués format fora d'un sistema solar (1 planeta errant o planeta interestel·lar) no podria denominar planeta, encara que complís amb totes les altres definicions. No obstant això, es va defensar aquest criteri sobre la base que ja existeix una situació similar amb els objectes denominats amb el terme "lluna", que deixen de ser llunes quan són expulsats de la seva òrbita planetària.
A més, la redefinició no diferenciava entre planetes i estrelles nanes marrons. Es pensava que la UAI intentaria aclarir aquesta diferència en una data posterior.
També hi va haver crítiques concernents a la definició de planeta doble aplicada a Plutó i Caront: encara que la Lluna quedava definida com a satèl·lit de la Terra, amb el temps el baricentre Terra-Lluna es desplaçarà i es col·locarà fora d'ambdós cossos. Això promocionaria a la Lluna a l'estatus de planeta d'acord amb aquesta redefinició, encara que el temps necessari perquè ocorri això serà de milers de milions d'anys.
Una altra de les crítiques implicava el fet que la proposta comportava massa planetes nous: encara que només es coneixien 12 objectes que complissin amb la nova definició, era gairebé segur que aquest nombre augmentaria, podent aconseguir els 200 o més. Es percebia que un nombre tan gran de planetes feia que el terme tingués poc sentit.
El 18 d'agost, en una entrevista del programa Science Friday, Mike Brown va expressar els seus dubtes sobre que fos necessària una definició científica:
| « | "L'analogia que sempre m'agrada utilitzar és la paraula "continent ". Ja saps, la paraula continent no té definició científica ... són només definicions culturals, i crec que els geòlegs són llests deixant així i no intentant redefinir les coses perquè la paraula continent tingui una definició gran i estricta". | » |

Com el mateix Mike indica, havia d'haver estat una cosa natural i intuïtiu: "La nova definició corregeix un error científic de fa 76 anys". Tot i que les altres definicions ho afavorien doncs passaria a ser el major descobridor de planetes.

## 18 d'agost

### Proposta alternativa
Segons Alan Boss, de la Carnegie Institution of Washington, un subgrup de la UAI es va reunir el 18 d'agost de 2006 i dur a terme un vot fictici sobre l'esborrany de proposta: només 18 van estar a favor de l'esborrany de proposta, i més de 50 van estar en contra. Els 50 opositors preferien una proposta alternativa preparada per l'astrònom uruguaià Julio Ángel Fernández.
| « | (1) Un planeta és un cos celeste que (a) és per molt l'objecte més gros de la seva població local [1], (b) té suficient massa perquè la seva pròpia gravetat superi les forces de cos rígid i assumeixi una forma en equilibri hidroestàtic (quasi esfèrica) [2], (c) no produeix energia per cap mecanisme de fusió nuclear [3]. (2) Segons el punt (1), els vuit planetes clàssics descoberts abans de 1900, que es mouen en òrbites gairebé circulars properes al pla de l'eclíptica, són els únics planetes del nostre Sistema Solar. Tots els altres objectes en òrbita al voltant del Sol són més petits que Mercuri. Reconeixem que hi ha objectes que compleixen els criteris (b) i (c) però no el criteri (a). Aquests objectes es defineixen com planetes "nans". Ceres, igual que Plutó i altres objectes transneptunians grans, pertanyen a aquesta categoria. En contrast amb els planetes, aquests objectes solen tenir òrbites molt inclinades i / o alta excentricitat. (3) Tots els altres objectes naturals que orbiten al voltant del Sol i no compleixen cap dels criteris anteriors s'han de denominar col·lectivament "cossos petits del sistema solar". [4] | » |

Sota aquesta proposta, el nostre sistema solar actual romandria sense canvis, però Plutó es reclassificaria com a planeta nan. Una pregunta sense respondre seria: quina és la definició científica o matemàtica de les difuses paraules "per molt el més gran"?

## 22 d'agost

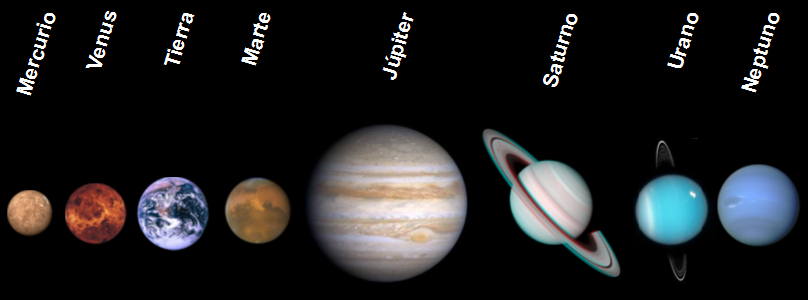
Els vuit ' planetes clàssics

El 22 d'agost, la proposta es va reescriure amb dos canvis sobre l'esborrany anterior. El primer era una generalització del nom de la nova classe de planetes (l'esborrany anterior havia optat explícitament pel terme «plutó»), pel qual es posposaria la decisió del nou nom.
Molts geòlegs havien criticat l'elecció del nom per als planetes semblants a Plutó. Els geòlegs critiquen el terme plutó, ja que s'ha utilitzat durant anys en la comunitat geològica per representar una forma d'intrusió magmàtica. Les formacions plutòniques són blocs de roca bastant comuns, i es pensa que la confusió seria inadequada, ja que la planetologia és un camp molt proper.
El segon canvi va ser una reescriptura de la definició de planeta per al cas dels planetes dobles. Existia la preocupació que, en casos extrems en què el component secundari d'un sistema doble tingués una òrbita molt excèntrica, pogués haver un desplaçament del baricentre cap a fora del cos primari, produint un canvi en la classificació del cos secundari de satèl·lit a planeta, depenent del punt de l'òrbita en què estigués situat. Per això, es va reformular la definició per considerar que existeix planeta doble si el baricentre està fora d'ambdós cossos durant la major part del temps del període orbital del sistema.
Més tard el mateix 22, es van dur a terme dues trobades obertes que van acabar en un aparent bolcada de la definició planetària bàsica. La posició de l'astrònom Julio Ángel Fernández va guanyar la votació a mà alçada del comitè, i es va afirmar que era poc probable que perdés el dia 24. Aquesta posició donaria com a resultat vuit planetes principals, classificant a Plutó com a "planeta nan". La discussió en la primera trobada va ser acalorada i animada, amb els membres de la UAI mostrant el seu desacord amb altres membres sobre temes com els mèrits relatius de la física estàtica i dinàmica. En una indicativa votació, els membres van rebutjar les propostes sobre els objectes semblants a Plutó i els sistemes de planeta doble, i fins i tot hi va haver divisió sobre la qüestió de l'equilibri hidroestàtic. Es va dir que el debat estava "encara obert", i s'esperava que la discussió prosseguís en debats privats fins a la votació de dijous.
En la segona trobada de la tarda, després de negociacions «secretes», va començar a sorgir un compromís després que el Comitè Executiu es posicionés explícitament per excloure la consideració dels planetes extrasolars i incloure en la definició un criteri relatiu a la dominació d'un cos sobre el seu veïnatge. El nou esborrany de definició (tercer) proposat va ser:
| « | La UAI ... resol que els planetes i altres cossos del sistema solar es defineixin en tres categories diferents de la següent manera: (1) Un planeta [1] és un cos celeste que (a) està en òrbita al voltant del Sol, (b) té suficient massa perquè la seva pròpia gravetat superi les forces de cos rígid de manera que adquireixi un equilibri hidroestàtic (forma pràcticament esfèrica) [2], (c) ha netejat el veïnatge de la seva òrbita (2) Un planeta nan és un cos celeste que (a) està en òrbita al voltant del Sol, (b) té suficient massa perquè la seva pròpia gravetat superi les forces de cos rígid de manera que adquireixi un equilibri hidroestàtic (forma gairebé esfèrica) [2], (c) no ha netejat el veïnatge de la seva òrbita i (d) no és un satèl·lit. (3) Tots els altres objectes [3] que orbiten al Sol s'han de denominar col·lectivament "Cossos Petits del sistema solar". [1] Els vuit planetes són: Mercuri, Venus, Terra, Mart, Júpiter, Saturn, Urà i Neptú. [2] La UAI establirà un procediment per assignar la categoria de planeta nan, o altres, als objectes que estiguin en els límits en la definició. [3] Actualment això inclou la majoria dels asteroides del sistema solar, la majoria dels objectes transneptunians i altres cossos petits. | » |

La definició científica o matemàtica exacta de "el veïnatge de l'òrbita" d'un objecte no s'ha explicat. Aquesta no ha de ser rigorosa en excés, ja que Júpiter comparteix òrbita amb els asteroides troians i evidentment qualsevol definició de planeta ha incloure'l.

## Procediment del 24 d'agost

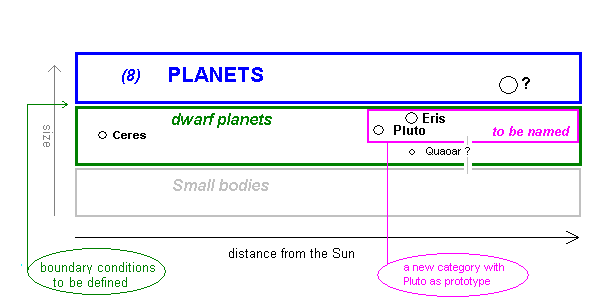
Esquema sobre definició de planeta, segons el votat el 24 d'agost de 2006 (textos en anglès).

La votació sobre la definició va tenir lloc a la UAI el 24 d'agost. Després d'una tornada a les regles anteriors el 15 d'agost, ja que una definició planetària és una qüestió científica, tots els membres de la Unió assistents a l'Assemblea tindrien dret a vot. El 23 d'agost, el nombre de persones que havien registrat la seva assistència a l'Assemblea ascendia a 2409.
El Comitè Executiu de la UAI va decidir esmenar dues vegades la proposta original abans d'oferir-la a la decisió de l'Assemblea. Va presentar 4 Resolucions a l'Assemblea, cadascuna relativa a un aspecte diferent del debat sobre la definició:
- La Resolució 5A constitueix la mateixa definició, exposada a dalt.
- La Resolució 5B pretenia esmenar la definició inserint la paraula clàssic després de la paraula planeta en el paràgraf (1) i la nota al peu [1].
- La Resolució 6A proposava una declaració concernent a Plutó: "Plutó és un planeta nan per la definició anterior i se li reconeix com el prototip per a una nova categoria d'objectes transneptunians".
- La Resolució 6B pretenia inserir una frase addicional al final d'aquesta declaració: "Aquesta categoria es cridaria 'objectes plutonians'".

El debat es va centrar en la Resolució 5B, i els mèrits d'aplicar o no qualificadors a dues categories diferents de «planeta». En aquest cas, tots els cossos descrits pels paràgrafs (1) i (2) serien «planetes», encara que de dues classes diferents. Sense el qualificador «clàssic», els "planetes nans" quedarien exclosos de l'estatus de «planeta».
La Resolució 6A pren nota explícitament de l'estatus de Plutó en particular, i de la seva importància en la definició d'una nova subclasse de cossos. No obstant això no nomena a aquesta subclasse, tema tractat en una definició separada en la Resolució 6B. L'únic nom proposat va ser "objectes plutonians", un terme simple i literal, en contrast amb el proposat anteriorment, «plutons».
Finalment la Unió Astronòmica Internacional, el 24 d'agost de 2006, va decidir per unanimitat encara que després de llargues discussions, adoptar la Resolució 5A, afegint també la Resolució 6A, que informa sobre l'estatus de Plutó. Segons s'afegeix en nota al peu, els planetes del sistema solar són Mercuri, Venus, Terra, Mart, Júpiter, Saturn, Urà i Neptú.